# Aardappelschilmesje

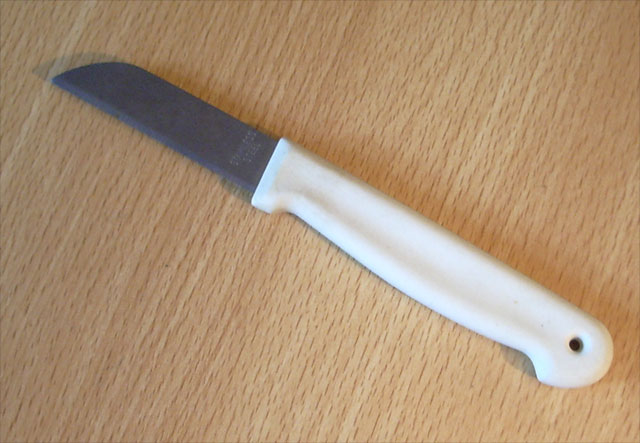
Een aardappelschilmesje met een kunststof handvat

Een aardappelschilmesje is een stuk scherp keukengerei. Het mesje heeft een relatief kort, scherp roestvaststalen lemmet. Het handvat werd traditioneel gemaakt van hout, maar tegenwoordig is het meestal gemaakt van kunststof.
Het mesje is ontworpen om aardappels mee te schillen, maar wordt eveneens gebruikt om bijvoorbeeld fruit mee te schillen en in partjes te snijden.
Populair zijn de mesjes die gemaakt worden door de firma Robert Herder uit Solingen. Deze mesjes zijn herkenbaar aan het molentje en worden vaak herdermesje of molenmesje genoemd.